# Hội Thử nghiệm không phá hủy Việt Nam
Hội Thử nghiệm không phá hủy Việt Nam là tổ chức xã hội nghề nghiệp phi chính phủ phi lợi nhuận của những người và các tổ chức hoạt động trong lĩnh vực nghiên cứu phát triển khoa học kỹ thuật có ứng dụng kỹ thuật kiểm tra không phá hủy tại Việt Nam. Hội có tên giao dịch tiếng Anh là Vietnam Association for Non-Destructive Testing, viết tắt là VANDT .
Hội thành lập theo Quyết định số 26/1999/QĐ-BTCCBCP của Ban tổ chức cán bộ Chính phủ (nay là Bộ Nội vụ) ngày 24 tháng 7 năm 1999. Điều lệ Hội hiện hành được thông qua tại Đại hội lần thứ 3 ngày 7 tháng 2 năm 2015 tại Hà Nội .
Trụ sở Hội tại địa chỉ số 59 phố Lý Thường Kiệt, phường Trần Hưng Đạo, quận Hoàn Kiếm, thành phố Hà Nội .